# Alexander Liebreich
Alexander Liebreich es un director de orquesta alemán. Nació en Ratisbona y estudió en la Hochschule für Musik und Theater de Múnich y en el Mozarteum de Salzburgo, y adquirió gran parte de su primera formación musical de la mano de Michael Gielen y Nikolaus Harnoncourt. También fue influido de manera notable por su maestro Claudio Abbado, quien le invitó a acompañarle y asistirle en varias producciones en el Festival de Pascua de Salzburgo con la Filarmónica de Berlín y en Bolzano con la Orquesta Joven Gustav Mahler. En septiembre de 2021 asumió el cargo de titular de la Orquesta de València y en marzo de 2025, se anunció que Liebreich también será el director titular designado de la Orquesta Sinfónica de Taipei a partir de principios de 2026.

## Vida y obra
En septiembre de 2018 Alexander Liebreich fue designado director principal y director artístico de la Orquesta Sinfónica de la Radio de Praga. Asimismo, ostentó el cargo de director principal y director artístico de la Orquesta Sinfónica Nacional de la Radio Polaca desde el 2012 hasta finales de la temporada 2018- 2019. En 2014 inauguró el nuevo auditorio de Katowice, sede de dicha orquesta, interpretando el concierto para piano n.º 1 de Brahms con Krystian Zimerman. La colaboración entre la orquesta y el sello discográfico Accentus Music originó diversas grabaciones de obras de Lutosławski, así como de otras grandes obras del repertorio polaco. Su tercer disco, que incluía piezas de Karol Szymanowski and Witold Lutosławski, fue galardonado con el premio “International Classical Music Awards” en la categoría “Mejor Colección”. Fue director artístico del festival “Katowice Kultura Natura” desde 2015 hasta 2018.
Durante este tiempo algunas de las más destacadas orquestas, ensembles y solistas han sido invitados al festival, entre los que se incluyen Mahler Chamber Orchestra, Budapest Festival Orchestra, Tonhalle Orchestra Zürich y Akademie für Alte Musik Berlin, Leif Ove Ansdnes, András Schiff, Bejun Mehta, Stefano Bollani, Artemis Quartett y Quatuor Ebène. En 2018, asume el cargo de director artístico del Festival Richard Strauss de Garmish-Partenkirchen inaugurando la primera edición junio de 2018 con la Akademie für Alte Musik de Berlín y el coro de la Bayerischen Rundfunks. Al mismo tiempo ha sido elegido presidente de la Sociedad Richard Strauss, cargo en el que le precedieron Wolfgang Sawallisch y Brigitte Fassbaender. Fue director artístico y director principal de la Orquesta de Cámara de Múnich entre 2006 y 2016. Su primer disco conjunto, que presentaba obras de Joseph Haydn e Isang Yun, consiguió gran aclamación entre los críticos tras su publicación en enero de 2008. Su reciente grabación del Requiem de Tigran Mansurian, con el coro RIAS Kammerchor para el sello ECM Classics ha sido nominado para los premios “ICMA Awards 2018” y los “Grammy Awards 2018” en dos categorías. La extensa carrera de Alexander Liebreich se desarrolla por todo el mundo. Como director invitado ha trabajado con las más prestigiosas orquestas incluyendo Concertgebouw Orchestra, Orquesta Nacional de Bélgica, BBC Symphony Orchestra, Orquesta Sinfónica de la Radio de Berlín, Filarmónica de Múnich, Orquesta Sinfónica de la Radio de Baviera, Orquesta Sinfónica de Sao Paulo, Filarmónica de Dresde, Orquesta Filarmónica de Luxemburgo, Yomiuri Symphony Orchestra de Japón, NHK Symphony Orchestra y Tonhalle Orchestra Zürich. Entre sus compromisos actuales y futuros se encuentran su estreno con la Orquesta Filarmónica de Japón, Orquesta Sinfónica de Oregón, BBC Scottisch Symphony, Orquesta Sinfónica de Singapur, Orquesta Sinfónica de Taipéi, Orquesta de València, Orquesta Sinfónica de Castilla y León o la Kyoto Symphony Orquestra. Colabora regularmente con solistas distinguidos como Lisa Batiashvili, Krystian Zimerman, Frank Peter Zimmermann, Gautier Capuçon, Leila Josefowicz e Isabelle Faust. Además de sus conciertos y producciones de ópera, Liebreich también ha sido reconocido por sus innovadores proyectos.
En 2011 fue nombrado director artístico del Festival Internacional de Música de Tongyeong (TIMF) en Corea del Sur, uno de los mayores y más importantes festivales en Asia, siendo el primer director europeo en conseguir este puesto. Con el objetivo de promover los encuentros e intercambios culturales, estableció el “East-West Residence Programme” invitando a artistas como Heiner Goebbels, Unsuk Chin, Martin Grubinger, Toshio Hosokawa y Beat Furrer a Corea del Sur. En octubre de 2016 el Ministerio bávaro de Educación, Cultura, Ciencia y Arte otorgó a Alexander Liebreich el Premio Especial de Cultura del estado de Baviera.